# 指恋
『指恋〜君に贈るメッセージ〜』は、2013年にUULAにて配信されたテレビドラマである。主演は瀧本美織、監督は大谷健太郎。

## 概要
制作当時、恋人とは言えない好きな人とのメールのやり取りを「ゆびこい」と呼ばれていることを知り制作スタート。メールから始まる恋の三角関係を瀧本美織×V.I（BIGBANG）×本郷奏多という組み合わせで描く。
メガホンは映画『NANA』シリーズを大谷健太郎監督に任され、主題歌にはV.Iが今作からインスピレーションを受けた「空に描く思い」を起用。
スマホでの視聴を想定したことから全12話構成で1話は約10分。
2014年9月5日、エイベックス・ピクチャーズからDVDが発売された。

## あらすじ
話すのが苦手で恋も奥手な女子大生・美羽の家に、陽気な韓国人留学生スンホがホームステイにやってくる。
彼は初恋の人に会うために日本に来たのだと言う。日本語を話せるが書くことができないスンホのために、美羽は初恋相手への恋文メールを
代行することになる。
美羽には3年間思いを寄せる学内のアイドル的存在、正樹がいたが、内気な性格でなかなか気持ちを伝えられずにいた。
しかし、美羽はスンホと接していくうちに次第に肩を押され自分の気持ちに積極的になっていく。

と同時にスンホのことも気にかかるようになり・・・

## キャスト
- 安藤美羽 - 瀧本美織

　内気な大学生。好きな人がいるがなかなか気持ちを打ち明けられない
- ハン・スンホ - V.I (from BIGBANG)

　韓国からの留学生。初恋の人に会いに日本にやってきた
- 高山正樹 - 本郷奏多

　美羽と同じ大学の同級生。ファンクラブができるくらい大学の人気者。
- 紗英 - 山谷花純

　美羽と同じ大学の同級生。正樹に恋を寄せている。
- 前田教授 - 寺島進

　大学の教授。ひそかに琴子に恋を寄せ写真館に通う。
- キリコ - 吉倉あおい

　カフェの店員。
- 水野奈月 - 菜々緒

　謎の美少女。
- 佐上功 - 片桐仁

　カフェのマスター。
- 安藤琴子 - YOU

　美羽のおば。内気な美羽をいつも心配している。

## スタッフ
- 脚本 - 永田優子
- 監督 - 大谷健太郎
- 主題歌 - V.I (from BIGBANG)「空に届く思い」
- 音楽 - 吉俣良、三善雅己、今村哲也
- テニス指導 - 宮津康行
- CG - NAKED INC.（山口千香、村上友香、茶畑孝徳）
- 技術協力 - ビデオスタッフ
- 照明協力 - ザ・ホライズン
- 美術協力 - フジアール
- 製作者：柳崎芳夫
- 総合プロデューサー - 三宅裕士
- アソシエイトプロデューサー - 高石明彦
- プロデューサー - 内部健太郎、関川友理
- 制作プロダクション：The icon
- 製作著作：UULA[4]